# Gestapo
 Gestapo (ajutor·info) (abreviere din germană de la Geheime Staatspolizei, „poliția secretă de stat”) a fost poliția secretă oficială a Germaniei naziste. S-a aflat în subordinea SS-ului, administrat de Reichssicherheitshauptamt (RSHA). Împreună cu aparatul de informații numit Sicherheitsdienst, a fost încorporat în 1939 în RSHA (Departamentul IV). Uniformele gestapoului erau negre.

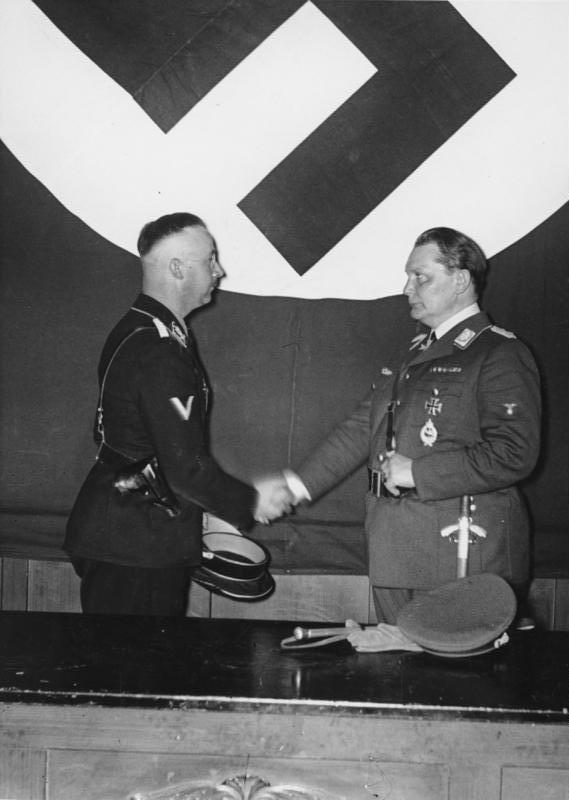
Ministrul Hermann Göring îl numește pe Heinrich Himmler în funcția de șef al Gestapo (Berlin, 20 aprilie 1934)

În fiecare lagăr de concentrare sau exterminare exista o secție a gestapoului, numită oficial Politische Abteilung („secția politică”). Gestapo a arestat, a torturat și a executat mii de oameni. La Procesul de la Nürnberg a fost declarată organizație criminală de către tribunalele militare aliate. 

## Istoric
Gestapoul a fost înființat la 26 aprilie 1933 în Prusia și a fost cunoscut ca departamentul 1A al poliției de stat din Prusia. Primul conducător al Gestapoului a fost Rudolf Diels, între 1933-1934.
Sediul Gestapo din Berlin a fost distrus după război.